# East Sister Island
East Sister Island är en ö i Kanada.   Den ligger i provinsen Ontario, i den sydöstra delen av landet, 700 km sydväst om huvudstaden Ottawa. Arean är 0,15 kvadratkilometer.